# بولدر (ایلینوی)
بولدر (به انگلیسی: Boulder) یک منطقهٔ مسکونی در ایالات متحده آمریکا است که در شهرستان کلینتون، ایلینوی واقع شده‌است. بولدر ۱۴۲٫۰۴ متر بالاتر از سطح دریا واقع شده‌است.